# Curtiss O–52 Owl
Az O–52 Owl amerikai felderítő és megfigyelő repülőgép a második világháború idejéből, melyet a Curtiss repülőgépgyár gyártott.

## Története
1939-ben tervezték. Ez volt a Curtiss utolsó modellje az „O” sorozatból, amely  még az első világháborúban kialakult kétszemélyes (pilóta és megfigyelő) közelfelderítő és megfigyelő repülőgép koncepcióját követte. 1940-ben repült először. Az Egyesült Államok Légiereje (USAAC) 203 darabot rendelt belőle. Amikor 1941-ben szolgálatba állították, már nem felelt meg a modern hadviselés akkori követelményeinek. Ezért a gépet harci körülmények között nem vetették be, hanem a Mexikói-öböl, az Atlanti-óceán és a Csendes-óceán partközeli részein tengeralattjáró felderítésre használták.
1942 novemberében 30 darabot rendelt a típusból a Szovjetunió is. A lend-lease program keretében az Egyesült Államok 26 darabot szállított, de az északi utánpótlási útvonalon a hajókonvojokat ért német támadások okozta veszteségek miatt csak 19 darab érkezett meg a Szovjetunióba. Ebből a mennyiségből is csak 10 darabot állítottak szolgálatba a Vörös Hadseregben. A gépeket elsősorban tüzérségi megfigyelésre (tűzhelyesbítésre) és légi fényképezésre használták 1943-ban. A szovjet használatban lévő gépek közül egy darabot lőtt le a német légierő, a Luftwaffe. A Szovjetunióban néhány példánya még az 1950-es években is szolgálatban volt. Ezeket a gépeket a szovjet Geológiai Minisztériumhoz tartozó Aerogeologija vállalat használta légi fényképezésre.

## Műszaki jellemzői
Teljesen fémépítésű repülőgép. A törzs félhéj szerkezet. Felsőszárnyas elrendezésű, a félszárnyak egy-egy dúccal merevítettek. A szárny egyenes, téglalap alaprajzú, a szárnyvégek lekerekítettek. Futóműve hárompontos, hagyományos elrendezésű. A főfutók a törzsbe, a motor mögötti részbe behúzhatók, hidraulikus működtetésűek. A farokfutó nem behúzható. A kétfős személyzet zárt pilótafülkében, tandem elrendezésű ülésekben foglal helyet. Elöl a pilóta, hátul a megfigyelő helyezkedik el. A gép kezelőszervei kettőzöttek, a pilóta és a megfigyelő egyaránt vezetheti. Motorja egy 600 LE felszálló teljesítményű Pratt & Whitney R–1341 Wasp csillagmotor, amely egy háromtollú, Hamilton Standard gyártmányú fém légcsavart hajt meg. Az üzemanyagtartályok teljes kapacitása 408 liter. Fegyverzete két 7,62 mm-es géppuska. Ezek közül egy előre néző, mereven a törzsbe beépített, és a légcsavarkörön keresztül tüzelő, szinkronizált géppuska. A másik egy sínen mozgatható géppuska, amely a pilótakabinban a megfigyelő mögött, a törzs takarólemezei alatt helyezkedik el. A fegyver használatához a takarólemezeket harmonikaszerűen össze lehetett csukni és a hátsó kabintetőt előre kellett húzni. A lefele néző fényképezőgépet a pilótakabin alsó részén, a megfigyelő és a pilóta között helyezték el.

## Műszaki adatok

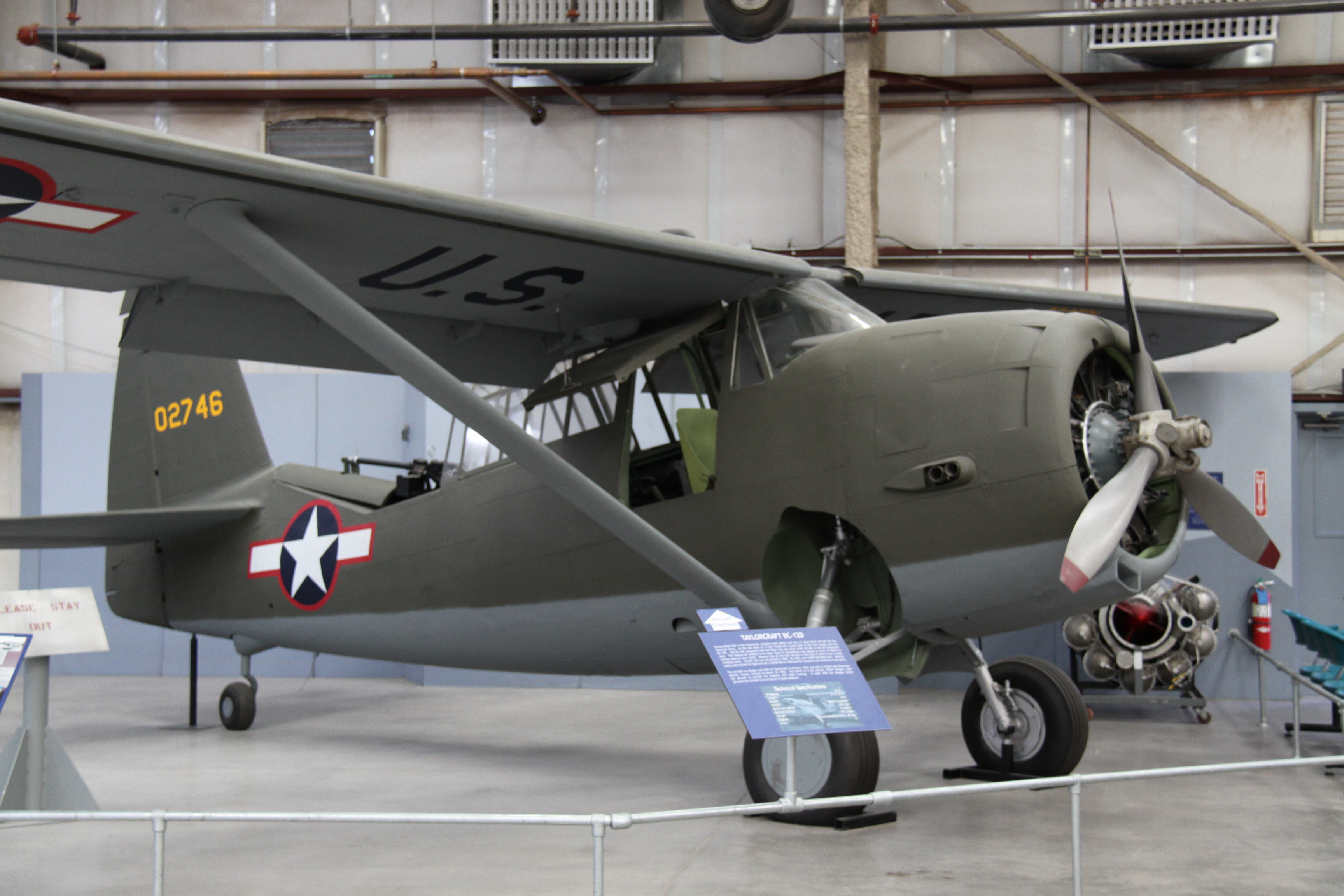
A Pima Air and Space Museum O–52 Owl gépe

### Geometriai méretek és tömegadatok
- Hossz: 8,03 m
- Szárnyfesztávolság: 12,43 m
- Magasság: 2,83 m
- Szárnyfelület: 19,55 m²
- Üres tömeg: 1919 kg
- Normál felszálló tömeg: 2433 kg

### Motor
- Motorok száma: 1 db
- Típusa: Pratt & Whitney R–1340–51 csillagmotor
- Felszálló teljesítmény:  447 kW (600 LE)

### Repülési jellemzők
- Legnagyobb sebesség: 354 km/h
- Normál utazósebesség: 309 km/h
- Hatótávolság: 1127 km
- Legnagyobb repülési magasság: 6400 m